# دوور (جورجیا)
دوور (به انگلیسی: Dover) یک منطقهٔ مسکونی در ایالات متحده آمریکا است که در جورجیا واقع شده‌است. دوور ۳۱٫۰۹ متر بالاتر از سطح دریا واقع شده‌است.